# Francisco Rodríguez (Boxer, 1945)

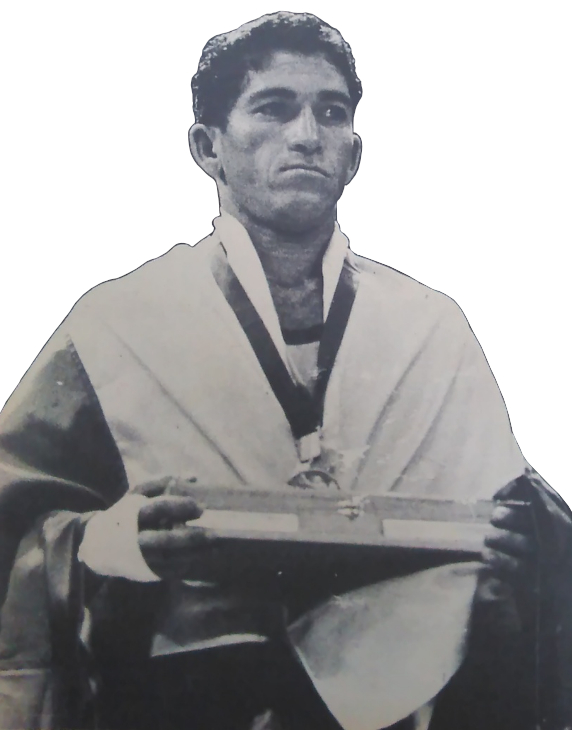
Francisco Rodríguez (1968) – venezolanischer Boxer

Francisco Rodríguez (* 20. September 1945 in Cumaná; † 23. April 2024 in Caracas) war ein venezolanischer Boxer.
1967 gewann Rodríguez die Panamerikanischen Spiele in Winnipeg im Halbfliegengewicht und konnte sich auch bei den folgenden Panamerikaspielen 1971 im kolumbianischen Cali durchsetzen. Sein bedeutendster Erfolg als Amateurboxer gelang ihm bei den Olympischen Spielen von Mexiko-Stadt im Jahr 1968, als er die in der Halbfliegengewichtsklasse (bis 48 kg) erstmals vergebene olympische Goldmedaille gewann. Dabei besiegte er den Kubaner Rafael Carbonell, Khata Karunatarne aus Ceylon, den US-Amerikaner Harlan Marbley und im Finale Jee Yong-ju aus Südkorea.